# Asotana magnifica
Asotana magnifica är en kräftdjursart som beskrevs av Vernon E. Thatcher 1988. Asotana magnifica ingår i släktet Asotana och familjen Cymothoidae. Inga underarter finns listade i Catalogue of Life.